# Bârna
Bârna – wieś w Rumunii, w okręgu Temesz, w gminie Bârna. W 2011 roku liczyła 352 mieszkańców.